# Landfall Island
Landfall Island är en ö i Indien.   Den ligger i unionsterritoriet Andamanerna och Nikobarerna, i den sydöstra delen av landet, 2 300 km sydost om huvudstaden New Delhi.